# Dejte (keresztnév)
A Dejte szláv eredetű férfinév, régi személynév.

## Gyakorisága
Az 1990-es években szórványos név, a 2000-es években nem szerepel a 100 leggyakoribb férfinév között.

## Névnapok
- április 20.[2]